# 橋善
橋善（はしぜん）は、かつて東京・新橋にあった天ぷら屋。1831年（天保2年）創業の老舗で天丼のルーツ店のひとつとも言われ、巨大なかき揚げを乗せた天丼で知られていた。はじめは屋台の蕎麦屋であったが、やがて天ぷらが専業となり、1865年（慶応元年）に芝口一丁目（現在の港区新橋1-7-11）に店を構えてからは同所を動かず、2002年（平成14年）閉店した。その名残は建物の名前に橋善ビルとして残る。店名は創業者の初代橋本善吉から。明治期の東京では銀座の天金と新橋の橋善がもっとも流行った天ぷら屋といわれている

## かき揚げ
橋善を有名にしたのは巨大なかき揚げを乗せた天丼である。橋善のかき揚げの材料は小エビ、小柱、三つ葉だけで直径12センチメートル、厚さは10センチもあろうかと言う大きさである。この大きさのかき揚げを上手く揚げるには熟練の技が必要で、揚げ鍋も南部鉄製の重さ20キロ、厚さは2センチもある大鍋を使用した。普通に揚げたのではこの大きさのかき揚げを上手くあげることは出来ず、鍋のヘリに具材を盛ってから滑り込ます。

## 味へのこだわり
橋善の味・品質へのこだわりは相当なもので、エビなども解凍後3日間冷蔵庫に置いても生で食べられるほどのものを使い、粉も年度によって微妙に性質が違うことにすら注意し、油も仕入先にゴマの絞り方まで指定し、圧搾機などは使わず、和紙で一滴一滴ろ過したゴマ油を使い、材料も近くの築地で選びに選び抜いた良品を使用した。天丼のタレにもこだわり、当主は営業時間中タレの味を一定に保つため店から離れることが出来ないほどであった。天ぷらは庶民のものというこだわりも持っていた橋善はその値段に比べて原価高になっていた。味・品質にこだわりぬいたため橋善は一店主義で支店やのれん分けはしなかった。ただし、1974年に橋善の元料理長が鹿児島市に開業した「新橋」という橋善流の天ぷらを提供する店がある。

## 歴史
1831年（天保2年）橋本善吉が新橋で屋台の蕎麦屋を始める。この橋本善吉が初代で屋号を自分の名から橋善とした。蕎麦に乗せるために天ぷらも揚げ始めた。あるとき、職人が売れ残りの天ぷらをご飯の上に乗せて食べたら美味しかったところからこれを売り始めたところ、これが当たり屋台の店は大繁盛、橋善は蕎麦屋から天丼を名物とする天ぷら屋へと変わっていった。1865年（慶応元年）には現在地に固定店舗を構えるようになった。特に1872年（明治5年）に新橋 - 横浜間の鉄道が開通すると始発駅のそばにある橋善はさらなる盛況となった。1914年（大正3年）に東海道線が東京駅発になってからは客足がやや落ちたとはいえそれでも日に1000人からの客が来た。1961年（昭和36年）でも日に500 - 600人の客数でその半数はかき揚げ丼を頼んだという。店舗は次第に大きくなり1983年の店舗は客席数200席という大きさである。1989年（平成元年）には4階建てだった店を9階建てのビルに変え、地下一階から二階までは店舗、3階以上にはテナントをいれた。しかし、その後客足が減っていった。世間の嗜好が多様化し銀座の他店が豊富なメニューを用意していく中で、天ぷらだけの橋善は客層を広げられなかったとされている。また、材料にこだわりぬいた方針は原価高にもつながった。そのうえ職人の退職・定年が続き高度な職人技を要求される橋善のクオリティを保つのも難しくなった。2002年には橋善は休業し、橋善の建物はすべてテナントビルとなった。

## 店主
店主は死後代々が橋本善吉と記録される。女性の店主も（本名とは別に）第何代橋本善吉と呼ばれる。1998年の店主は五代目橋本善吉で女性であった。

## アインシュタインと橋善
アルベルト・アインシュタイン夫妻が来日した1922年（大正11年）、アインシュタイン夫人が心配したのは慣れない日本食であった。しかしアルベルト・アインシュタイン博士夫妻に出された橋善の天ぷら弁当に夫妻はそのあまりの美味しさに驚いたという。夫人の懸念も解消し夫妻は43日間日本に滞在した。

### 註釈
1. ↑  天丼の発祥については諸説あるが、正確な記録や元祖を主張する店は存在せず詳細は不明である。